# Аменорея
Аменорея е липса на менструация в рамките на 6 или повече месеца. Това може да се дължи на анатомични, биохимични, генетични, физиологически или психически нарушения, като физическо претоварване, хранителни нарушения (включително затлъстяване или глад), психоемоционален стрес. Някои лабораторни изследвания, които се предприемат при аменорея, са тест за бременност, кръвен тест за глюкозен толеранс, прогестеронов анализ.